# One Wild Night
One Wild Night is een nummer van de Amerikaanse rockband Bon Jovi uit 2001.
De oorspronkelijke versie van het nummer stond op het album Crush, maar op het album One Wild Night Live 1985–2001 verscheen een nieuwe versie van het nummer, die werd uitgebracht als single. Het werd in een aantal landen een bescheiden hitje. In de Nederlandse Top 40 haalde het nummer de 8e positie, en in de Vlaamse Ultratop 50 de 37e. De Amerikaanse Billboard Hot 100 werd niet gehaald.